# Eva Husson
Eva Husson est une réalisatrice et scénariste française, née en 1977 au Havre. Elle commence sa carrière comme actrice puis comme réalisatrice de courts métrages et de clips, avant de signer en 2015 son premier long métrage.

## Biographie

### Famille
Eva Husson est la fille de professeurs d’espagnol et la petite-fille et petite-nièce de soldats républicains espagnols ; le premier, Ricardo Maso March, est communiste, et le second, Albert Maso March, anarchiste. Tous les deux aident à la mise en place de la résistance en France au cours de la Seconde Guerre mondiale.
Son grand-oncle Albert Maso March, dit Alberto Vega, est un membre influent du Parti ouvrier d’unification marxiste (POUM) en Espagne, dont il prend la tête durant son exil en France. À Paris, en pleine occupation allemande, il crée un service de défense composé d’ex-poumistes. Cette histoire familiale habite Eva Husson pendant longtemps et la nourrit pour l’écriture du scénario des Filles du soleil, et l’exploration du thème de la résistance à l’oppression fasciste.

### Formation
Eva Husson étudie à l’American Film Institute. Durant ses études, elle reçoit plusieurs bourses prix tels que le Franco-American Cultural Fund, le Mary Pickford award for Excellence in Directing, et le Multicultural Motion Picture Association award.
Son court métrage de fin d’étude, en 2004, Hope to Die, est nommé au Student Academy Awards, à l’American Society of Cinematographers, et projeté dans plusieurs festivals dans le monde (Tribeca, Deauville, Los Angeles…).
Elle poursuit sa formation à la Casa de Velázquez pendant l'année 2006-2007. 

### Carrière
Repérée dans la rue à 14 ans, elle commence sa carrière dans le cinéma comme actrice dans le rôle de Julie dans le film Les Romantiques de Christian Zarifian en 1994. Elle apparaît ensuite dans La Révolution sexuelle n’a pas eu lieu de Judith Cahen, en 1999.
En 2013, elle réalise, et est la cheffe-opératrice d’un moyen-métrage intitulé Those For Whom It's Always Complicated. Cette comédie de langue anglaise, tournée dans la Death Valley en 5 jours avec 3 acteurs, dont sa proche collaboratrice Morgan Kibby, a fait le tour des festivals et a été diffusée sur Arte en 2014.
En 2015, après 6 ans de travail sur son scénario, elle réalise son premier long métrage, Bang Gang (une histoire d'amour moderne), produit par la productrice franco-iranienne Didar Domehri. Le film est sélectionné en compétition au festival international du film de Toronto (TIFF), le London Film Festival, le festival de cinéma européen des Arcs, et au festival de Jérusalem. Le film créé la polémique lorsque l’association Promouvoir demande que le film soit interdit aux moins de 18 ans.[réf. nécessaire]
En 2015, elle apprend l’existence de combattantes kurdes, qui ont été faites captives et esclaves par des extrémistes. Inspirée par la résistance de ces femmes, et mue par le questionnement de la lutte pour un idéal, de par l’engagement de son grand-père, elle commence l’écriture de son deuxième film, Les Filles du soleil. Celui-ci est tourné en Géorgie de septembre à novembre 2017, avec Golshifteh Farahani et Emmanuelle Bercot. Il est sélectionné en compétition officielle au 71e festival de Cannes 2018 en 2018, mais connait un échec public (à peine 30.000 entrées en France ) et critique, avec une note moyenne de 1,9 sur 5 sur le site Allociné ,,.
Elle est membre du collectif 50/50 qui a pour but de promouvoir l’égalité des femmes et des hommes et la diversité dans le cinéma et l’audiovisuel,.

## Filmographie
| Année | Film                                     | Rôle                                                     | Notes         |
| ----- | ---------------------------------------- | -------------------------------------------------------- | ------------- |
| 1994  | Les Romantiques de Christian Zarifian    | Actrice (Julie)                                          | Long métrage  |
| 1999  | La révolution sexuelle n'a pas eu lieu   | Actrice (Eva)                                            | Long métrage  |
| 2004  | Hope to Die                              | Réalisatrice, scénariste, productrice                    | Court métrage |
| 2013  | Those For Whom It’s Always Complicated   | Réalisatrice, scénariste, productrice, cheffe opératrice | Moyen métrage |
| 2015  | Bang Gang (une histoire d'amour moderne) | Réalisatrice, scénariste                                 | Long métrage  |
| 2018  | Les Filles du soleil                     | Réalisatrice, scénariste                                 | Long métrage  |
| 2021  | Mothering Sunday                         | Réalisatrice                                             | Long métrage  |

## Distinctions
- Festival de Cannes 2018 : compétition officielle avec Les Filles du soleil
- Festival de Cannes 2021 : sélection officielle hors compétition avec Mothering Sunday